# Ingo Spelly
Ingo Spelly (Lübben, Brandemburgo, 6 de novembro de 1966) é um ex-velocista alemão na modalidade de canoagem.

## Carreira
Foi vencedor da medalha de Ouro em C-2 1000 m e da medalha de Prata em C-2 500 m em Barcelona 1992 junto com o seu companheiro de equipe Ulrich Papke e da medalha de Prata em C-2 1000 m em Seul 1988 com o seu colega Olaf Heukrodt.